# Asienmesterskabet i håndbold 2014 (mænd)
Asienmesterskabet i håndbold for mænd 2014 er den 16. udgave af Asienmesterskabet i håndbold for mænd. Turneringen bliver afholdt i Manama i Bahrain, som er værtsland for mesterskabet for anden gang. Første gang var i 1993.
Mesterskabet blev vundet af Qatar, som dermed vandt den kontinentale mesterskabstitel for første gang. I finalen vandt qatarerne med 27–26 over værtslandet Bahrain, som dermed tangerede holdets hidtil bedste resultat ved asienmesterskabet. Bronzemedaljerne blev vundet af Iran, som dermed vandt medaljer for første gang nogensinde. Iran besejrede de Forenede Arabiske Emirater i bronzekampen med 29–23. De forsvarende mestre fra Sydkorea endte på femtepladsen og sluttede dermed uden for top 4 for første gang nogensinde.
Turneringen fungerede også som den asiatiske del af kvalifikationen til VM 2015, og holdene spillede om tre ledige pladser ved VM-slutrunden, hvortil Qatar allerede var kvalificeret som værtsland. De tre ledige VM-pladser gik til de tre øvrige semifinalister: Bahrain, Iran og de Forenede Arabiske Emirater. De to sidstnævnte hold kvalificerede sig dermed til en VM-slutrunde for første gang.

## Resultater
Alle kampene blev spillet i Khalifa Sports City i Manama, Bahrain, bortset fra de fire placeringskampe den 4. februar, som blev spillet i Hall Um Alhssam.

### Indledende runde
I den indledende runde var de 12 hold opdelt i to grupper med seks hold. Hver gruppe spillede en enkeltturnering alle-mod-alle, og de to bedst placerede hold i hver gruppe gik videre til semifinalerne. Nr. 3 og 4 i hver gruppe gik videre til placeringskampene om 5.- til 8.-pladsen, mens de sidste fire hold spillede om placeringerne 9-12.
| Gruppe A                                                      | Gruppe B                                                          |
| ------------------------------------------------------------- | ----------------------------------------------------------------- |
| Sydkorea · Saudi-Arabien · Iran · Usbekistan · Kina · Bahrain | Qatar · Japan · Forenede Arabiske Emirater · Kuwait · Irak · Oman |

#### Gruppe A
| Dato  | Tid   | Kamp                     | Res.  | Pause |
| ----- | ----- | ------------------------ | ----- | ----- |
| 25.1. | 15:00 | Usbekistan – Saudi-Arab. | 21–43 | 14–21 |
| 25.1. | 17:00 | Iran – Sydkorea          | 24–24 | 11–12 |
| 25.1. | 19:00 | Kina – Bahrain           | 22–32 | 12–14 |
| 27.1. | 15:00 | Saudi-Arabien – Iran     | 22–22 | 12–10 |
| 27.1. | 17:00 | Kina – Sydkorea          | 17–28 | 19–14 |
| 27.1. | 19:00 | Usbekistan – Bahrain     | 22–47 | 08–23 |
| 29.1. | 15:00 | Sydkorea – Usbekistan    | 32–19 | 15–91 |
| 29.1. | 17:00 | Iran – Kina              | 34–27 | 16–12 |
| 29.1. | 19:00 | Bahrain – Saudi-Arabien  | 22–14 | 12–81 |
| 31.1. | 15:00 | Iran – Usbekistan        | 54–22 | 24–12 |
| 31.1. | 17:00 | Saudi-Arabien – Kina     | 27–20 | 14–10 |
| 31.1. | 19:00 | Sydkorea – Bahrain       | 25–26 | 14–15 |
| 2.2.  | 15:00 | Usbekistan – Kina        | 22–39 | 12–16 |
| 2.2.  | 17:00 | Sydkorea – Saudi-Arabien | 28–24 | 11–12 |
| 2.2.  | 19:00 | Bahrain – Iran           | 30–30 | 17–14 |

| Hold          | Kampe | Mål     | Point |
| ------------- | ----- | ------- | ----- |
| Bahrain       | 5     | 157–113 | 9     |
| Iran          | 5     | 186–148 | 7     |
| Sydkorea      | 5     | 137–110 | 7     |
| Saudi-Arabien | 5     | 130–113 | 5     |
| Kina          | 5     | 150–173 | 2     |
| Usbekistan    | 5     | 118–256 | 0     |

#### Gruppe B
| Dato  | Tid   | Kamp           | Res.  | Pause   |
| ----- | ----- | -------------- | ----- | ------- |
| 26.1. | 15:00 | Kuwait – Japan | 28–26 | 14–16   |
| 26.1. | 17:00 | FAE – Qatar    | 14–31 | 17–17   |
| 26.1. | 19:00 | Irak – Oman    | 24–33 | 13–19   |
| 28.1. | 15:00 | Japan – FAE    | 35–26 | 16–11   |
| 28.1. | 17:00 | Irak – Qatar   | 11–40 | 16–18   |
| 28.1. | 19:00 | Kuwait – Oman  | 40–31 | 20–14   |
| 30.1. | 15:00 | FAE – Irak     | 26–17 | 8–4     |
| 30.1. | 17:00 | Oman – Japan   | 23–22 | 118–110 |
| 30.1. | 19:00 | Qatar – Kuwait | 31–23 | 14–14   |
| 1.2.  | 15:00 | FAE – Kuwait   | 23–22 | 10–13   |
| 1.2.  | 17:00 | Japan – Irak   | 31–22 | 16–10   |
| 1.2.  | 19:00 | Qatar – Oman   | 29–13 | 15–71   |
| 3.2.  | 15:00 | Oman – FAE     | 26–27 | 11–12   |
| 3.2.  | 17:00 | Kuwait – Irak  | 29–28 | 12–15   |
| 3.2.  | 19:00 | Qatar – Japan  | 33–26 | 15–15   |

| Hold   | Kampe | Mål     | Point |
| ------ | ----- | ------- | ----- |
| Qatar  | 5     | 187–109 | 10    |
| FAE    | 5     | 136–158 | 6     |
| Kuwait | 5     | 142–139 | 6     |
| Oman   | 5     | 126–142 | 4     |
| Japan  | 5     | 181–144 | 4     |
| Irak   | 5     | 132–184 | 0     |

### Slutspil

#### Medaljekampe
Semifinalerne havde deltagelse af de fire hold, som sluttede blandt de to bedste i deres indledende gruppe.
| Dato        | Tid   | Kamp            | Res.  | Pause |
| Semifinaler |       |                 |       |       |
| 4.2.        | 16:30 | Qatar – Iran    | 23–22 | 12–11 |
| 4.2.        | 19:00 | Bahrain – FAE   | 27–20 | 15–81 |
| Bronzekamp  |       |                 |       |       |
| 6.2.        | 17:00 | Iran – FAE      | 29–23 | 11–10 |
| Finale      |       |                 |       |       |
| 6.2.        | 19:00 | Bahrain – Qatar | 26–27 | 14–14 |

#### Placeringskampe om 5.- til 8.-pladsen
Placeringskampene om 5.- til 8.-pladsen havde deltagelse af de fire hold, som sluttede som nr. 3 eller 4 i deres indledende gruppe.
| Dato               | Tid   | Kamp                     | Res.  | Pause |
| Semifinaler        |       |                          |       |       |
| 4.2.               | 17:00 | Sydkorea – Oman          | 32–18 | 12–10 |
| 4.2.               | 19:00 | Kuwait – Saudi-Arabien   | 30–36 | 18–16 |
| Kamp om 7.-pladsen |       |                          |       |       |
| 5.2.               | 17:00 | Oman – Kuwait            | 26–35 | 19–16 |
| Kamp om 5.-pladsen |       |                          |       |       |
| 5.2.               | 19:00 | Sydkorea – Saudi-Arabien | 30–25 | 15–15 |

#### Placeringskampe om 9.- til 12.-pladsen
Placeringskampene om 9.- til 12.-pladsen havde deltagelse af de fire hold, som sluttede som nr. 5 eller 6 i deres indledende gruppe.
| Dato                | Tid   | Kamp               | Res.  | Pause |
| Semifinaler         |       |                    |       |       |
| 4.2.                | 13:00 | Kina – Irak        | 25–30 | 11–16 |
| 4.2.                | 15:00 | Japan – Usbekistan | 41–12 | 18–71 |
| Kamp om 11.-pladsen |       |                    |       |       |
| 5.2.                | 13:00 | Kina – Usbekistan  | 10–01 |       |
| Kamp om 9.-pladsen  |       |                    |       |       |
| 5.2.                | 15:00 | Irak – Japan       | 20–28 | 11–17 |

## Samlet rangering
| Plac.  | Hold                       |
| ------ | -------------------------- |
| Guld   | Qatar                      |
| Sølv   | Bahrain                    |
| Bronze | Iran                       |
| 4.     | Forenede Arabiske Emirater |
| 5.     | Sydkorea                   |
| 6.     | Saudi-Arabien              |
| 7.     | Kuwait                     |
| 8.     | Oman                       |
| 9.     | Japan                      |
| 10.    | Irak                       |
| 11.    | Kina                       |
| 12.    | Usbekistan                 |